# Teófano Martinácia
Teófano Martinácia, também chamada Teofano ou Teofanu, foi uma imperatriz-consorte bizantina, primeira esposa do imperador Leão VI, o Sábio.

## Família
Ela era filha de Constantino e Ana e sobrinha de Martinho e talvez Eudócia Ingerina. Teófanes Continuado, uma continuação da crônica de Teófanes, o Confessor, feita por autores ativos durante o reinado de Constantino VII Porfirogênito, relata a história de um possível ancestral durante o reinado de Teófilo (r. 829–842).
De acordo com ela, havia um Martinácio que era parente por casamento de Teófilo. Uma profecia circulou na época predizendo que a família chegaria um dia a reinar sobre o Império Bizantino. Como reação, Teófilo forçou-o a se tornar um monge e converteu a casa dele num mosteiro.
Christian Settipani sugeriu que a família Martinácio poderia dividir um ancestral comum com a Dinastia frígia, o que daria aos seus descendentes uma chance mínima de chegar ao trono. A relação seria através de uma das irmãs do fundador da dinastia, Miguel II, o Amoriano. Porém, as origens da dinastia são muito mal documentadas.

## Imperatriz
A crônica de Simeão Metafrastes coloca o casamento de Leão VI e Teófano no décimo-sexto ano do reinado de Basílio I, o Macedônio (c. 883). Ele era o pai "oficial" de Leão VI pela imperatriz Eudócia Ingerina. Porém, a imperatriz também fora amante de seu antecessor, Miguel III, o Ébrio, que se suspeita ser o pai natural do príncipe.
De qualquer forma, um casamento foi arranjado por Basílio I e imposto a Leão VI. A relação ruim entre pai e filho pode ter tido um papel no eventual fracasso deste casamento. Basílio morreu em 29 de agosto de 886 e Leão o sucedeu no trono, com Teófano como imperatriz.
Ela era educada e profundamente religiosa. De acordo com a tradição hagiográfica bizantina sobre ela, Teófano devotou a maior parte de sua vida em orações, salmos e hinos a Deus. Ela foi reputadamente a idealizadora ou patrocinadora do mosteiro de Santa Anastácia, a Protetora dos Remédios (Hagia Anastácia Farmacolítria), na ilha de Halqui, a segunda maior das Ilhas dos Príncipes, na Propôntida, perto de Constantinopla.
Simeão relata Leão se apaixonando por Zoé Zautsina no terceiro ano de seu reinado (ca. 889). Zoé se tornou sua amante e tomou o lugar de Teófano em suas relações afetivas.

## Vida monástica
No sétimo ano de seu reino (ca. 893), Teófano se retirou para um mosteiro no subúrbio de Blaquerna, em Constantinopla. Ela era considerada particularmente devota e piedosa, mas se a sua reclusão foi voluntária ou não é deixado vago tanto por Teófanes quanto por Simeão. Zoé a substituiu tanto no palácio quanto na corte.
Há uma considerável contradição sobre o seu status entre 893 e 897. De acordo com Simeão, o casamento de Leão VI com Teófano foi oficialmente invalidado, o que permitiu que ele se casasse com Zoé no mesmo ano. De acordo com Teófanes, o casamento original ainda era válido e Zoé permaneceu como uma concubina real.

## Morte e canonização
Teófano morreu em seu mosteiro em 10 de novembro de 897 (ou 893 segundo alguns). De acordo com Teófanes, Leão e Zoé teriam se casado neste momento. Tanto Simeão quanto ele concordam que Zoé só foi coroada como augusta após a morte de sua antecessora.
Teófano foi glorificada (canonizada) pela Igreja Ortodoxa após a sua morte. Sua festa é celebrada no dia 16 de dezembro do calendário ortodoxo (calendário juliano). Após a sua morte, seu marido construiu uma igreja dedicada a ela. Quando ele foi proibido de fazê-lo, decidiu dedicá-la a "Todos os Santos", pois se a sua esposa realmente fosse uma entre os justos, ela seria honrada sempre que o Dia de Todos os Santos fosse celebrado. De acordo com a tradição, foi Leão que expandiu a celebração do domingo seguinte ao Pentecostes, de uma comemoração de Todos os Mártires, para uma comemoração geral de Todos os Santos, fossem mártires ou não.

## Filhos
De acordo com as Sobre as Cerimônias, de Constantino VII Porfirogênito (r. 913–959), Leão VI e Teófano tiveram apenas uma filha, Eudócia, que acredita-se ter morrido jovem. Ela, assim como seu pai e sua mãe, foi sepultada na Igreja dos Santos Apóstolos.